# Sejm Śląski (II Rzeczpospolita)
Sejm Śląski – organ ustawodawczy autonomicznego województwa śląskiego od 15 lipca 1920 do 6 maja 1945 (w praktyce do wybuchu II wojny światowej).

## Umocowanie prawne i kompetencje
Sejm Śląski utworzono na mocy Statutu Organicznego Województwa Śląskiego – ustawy konstytucyjnej Sejmu Ustawodawczego z 15 lipca 1920 r. jako element autonomii tego województwa. Sejm Śląski powoływał Radę Wojewódzką i posiadał władzę legislacyjną na terenie województwa śląskiego, przy czym polityka zagraniczna i sprawy wojskowe wyjęte były spod jego kompetencji i podlegały sejmowi centralnemu w Warszawie. Początkowo zasiadało w nim 48 posłów (wybieranych systemem proporcjonalnym d’Hondta w trzech okręgach), po nowelizacji ordynacji wyborczej z 1935 r. liczył 24 parlamentarzystów, a po aneksji Zaolzia jesienią 1938 r. prezydent Mościcki wyznaczył dodatkowych 4 posłów.
Do kompetencji Sejmu Śląskiego należały wszystkie ustawy w zakresie określonym przez art. 4 Statutu, np. w zakresie szkolnictwa, policji, wód, organizacji administracji wojewódzkiej i samorządu, rolnictwa czy wyznań. Sejm Śląski był także uprawniony do wydawania przepisów cywilnych i karnych w zakresie swojej właściwości (art. 6 ust. 2 Statutu). Sejm Śląski zajmował się władzą ustawodawczą, natomiast władzę wykonawczą miała Śląska Rada Wojewódzka.

## Wybory do Sejmu Śląskiego
Pierwsze wybory we wrześniu 1922 r. wygrał Blok Narodowy (koalicja ChD i ND), któremu przypadło 18 mandatów. Za nim uplasowały się PPS (8 miejsc) i Narodowa Partia Robotnicza (7 miejsc). Silna w skali kraju PSL „Piast” uzyskała jedynie 1 mandat na Śląsku Cieszyńskim.
Ugrupowania niemieckie zdobyły łącznie 14 mandatów (po 6 Deutsche Katholische Volkspartei i Deutsche Partei, socjaldemokraci dwa mandaty).
Obrady sejmu w imieniu Naczelnika Państwa otworzył premier Julian Nowak, który wygłosił okolicznościowe przemówienie. Po nim przemawiał Wojciech Korfanty. Do czasu ukonstytuowania się prezydium obradom przewodziła posłanka Janina Omańkowska.
Na urząd pierwszego marszałka Sejmu Śląskiego wybrano Konstantego Wolnego związanego z chadecją.

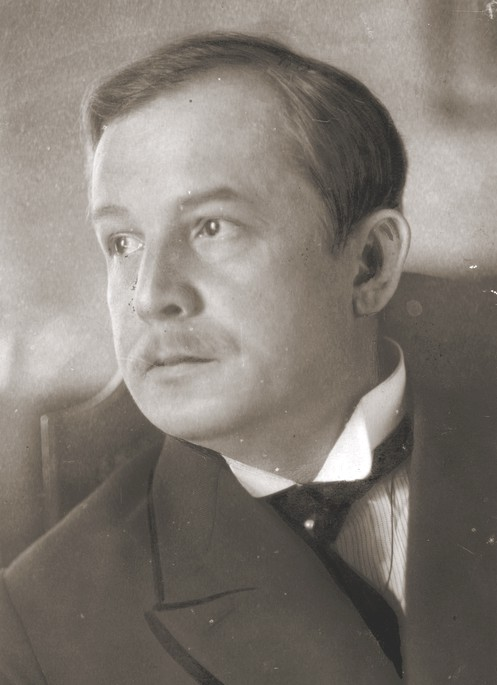
Wojciech Korfanty

Wybory do sejmu II kadencji przeprowadzono 11 maja 1930 roku. Sukces odniosły w nich startujące w bloku stronnictwa niemieckie, które uzyskały razem 15 mandatów, tworząc największy w sejmie klub. Chadecja zdobyła 13 miejsc, sanacyjne Narodowo-Chrześcijańskie Zjednoczenie Pracy (NChZP) 10, PPS i NPR odpowiednio 4 i 3, komuniści 2 miejsca (Paweł Komander i Józef Wieczorek).
Nowy sejm stał się areną ostrego sporu między sanacją a ugrupowaniami demokratycznymi. Na skutek nieuzyskania przez NChZP większości 25 głosów, dochodziło często do zgrzytów między wojewodą Grażyńskim a sejmem.
25 września 1930 prezydent I. Mościcki wydał decyzję o rozwiązaniu sejmu II kadencji i zarządził nowe wybory na 23 listopada. Oficjalnym powodem było naruszenie przez sejm kompromisu budżetowego zawartego z wojewodą oraz uchwalenie budżetu grożącego nadmiernym deficytem. Nieoficjalnie sanacja liczyła na uzyskanie bezwzględnej większości w nowym sejmie.
W wyniku wyborów z listopada 1930 roku, odbywających się w cieniu procesu brzeskiego (uwięziono wówczas Wojciecha Korfantego), doszło do remisu między siłami sanacji (NChZP) a chadecją (Katolicki Blokiem Ludowym) – oba ugrupowania uzyskały po 19 mandatów. PPS zdołał wprowadzić jednego posła, resztę mandatów objęły stronnictwa niemieckie, poparcie których (m.in. na skutek unieważnienia listy w jednym z okręgów) spadło ponad dwukrotnie. W wyniku połączonych wyborów mandat sejmowy, senacki i sejmu autonomicznego uzyskał Wojciech Korfanty, a do sejmu śląskiego dostała się jego żona Elżbieta.
Na skutek zrzeczenia się tej godności przez Stefana Giebla Wojciech Korfanty został marszałkiem seniorem nowego sejmu. Otwarcia nowego sejmu dokonał jako przedstawiciel rządu RP wojewoda Grażyński. Na funkcję marszałka ponownie wybrano Konstantego Wolnego z ChD-NPR, który – mimo dwukrotnej dymisji – piastował tę funkcję aż do 1935 roku.
Lata 1930–1935 charakteryzuje nieustanne dążenie sanacyjnych władz do unifikacji prawnej województwa śląskiego, zarówno poprzez działania wojewody Grażyńskiego, jak i sanacyjnego klubu w sejmie śląskim, starającego się dezorganizować jego prace (por. dymisja dwóch sanacyjnych marszałków w 1932 r.), celem ośmieszenia instytucji śląskiej samorządności.
W wyniku ostrego sporu między sanacją a partiami demokratycznymi w sejmach II i III kadencji dochodziło do zatarcia się jaskrawych podziałów narodowych obecnych tam na początku lat dwudziestych. Posłowie niemieccy równie zdecydowanie jak ich polscy koledzy krytykowali niedemokratyczne działania władz województwa.
W czasie trwania kadencji nie udały się próby NChZP zdobycia większości sejmowej poprzez rozbicie ugrupowań opozycji (głównie NPR), choć np. dwóch nowo mianowanych w 1932 r. posłów z listy ChD i NPR zasiliło szeregi klubu sanacyjnego.
Wybory 1935 roku odbyły się według nowej, niedemokratycznej ordynacji, na skutek czego zostały zbojkotowane przez opozycję. Wybierano w nich 24 posłów w okręgach dwumandatowych metodą większościową. Wszystkie mandaty przypadły osobom związanym dawniej z sanacją, aczkolwiek wyniki w niektórych okręgach były zaskoczeniem, np. w Pszczynie wygrał krytyczny wobec aktualnej polityki BBWR Józef Płonka. Ugrupowania niemieckie nie uzyskały żadnego mandatu w sejmie śląskim IV kadencji.
Na urząd Marszałka sejmu wybrano prezydenta Chorzowa Karola Grzesika.
W wyniku zajęcia Zaolzia przez wojsko polskie w dniu 2 października 1938 roku, na podstawie zarządzenia Prezydenta RP Ignacego Mościckiego z dnia 23 października 1938 r. do Sejmu Śląskiego, jako przedstawiciele zaolziańskiej części Śląska weszli: ks. pastor Józef Berger, dr Franciszek Bajorek, Augustyn Łukosz i Rudolf Paszek. Odtąd sejm liczył 28 parlamentarzystów.

## Oficjalne wyniki wyborów do Sejmu

### 1922
| Ugrupowanie | Ugrupowanie                                 | Posłowie | Posłowie |
| ----------- | ------------------------------------------- | -------- | -------- |
|             | Blok Narodowy                               | 18       | 18       |
|             | Deutsche Katholische Volkspartei            | 12       | 6        |
|             | Deutsche Partei                             | 12       | 6        |
|             | Polska Partia Socjalistyczna                | 8        | 8        |
|             | Narodowa Partia Robotnicza                  | 7        | 7        |
|             | Deutsche Sozialdemokratische Arbeiterpartei | 2        | 2        |
|             | Polskie Stronnictwo Ludowe „Piast”          | 1        | 1        |
| Razem       | Razem                                       | 48       | 48       |

### 1930 (I)
| Ugrupowanie | Ugrupowanie                                     | Posłowie | Posłowie |
| ----------- | ----------------------------------------------- | -------- | -------- |
|             | Deutsche Katholische Volkspartei                | 15       | 10       |
|             | Deutsche Partei                                 | 15       | 5        |
|             | Polskie Stronnictwo Chrześcijańskiej Demokracji | 13       | 13       |
|             | Narodowo-Chrześcijańskie Zjednoczenie Pracy     | 10       | 10       |
|             | Polska Partia Socjalistyczna                    | 4        | 4        |
|             | Narodowa Partia Robotnicza                      | 3        | 3        |
|             | Komunistyczna Partia Polski                     | 2        | 2        |
|             | Deutsche Sozialdemokratische Arbeiterpartei     | 1        | 1        |
| Razem       | Razem                                           | 48       | 48       |

### 1930 (II)
| Ugrupowanie | Ugrupowanie                                     | Posłowie | Posłowie |
| ----------- | ----------------------------------------------- | -------- | -------- |
|             | Polskie Stronnictwo Chrześcijańskiej Demokracji | 19       | 19       |
|             | Narodowo-Chrześcijańskie Zjednoczenie Pracy     | 19       | 19       |
|             | Deutsche Katholische Volkspartei                | 7        | 5        |
|             | Deutsche Partei                                 | 7        | 2        |
|             | Deutsche Sozialdemokratische Arbeiterpartei     | 2        | 2        |
|             | Polska Partia Socjalistyczna                    | 1        | 1        |
| Razem       | Razem                                           | 48       | 48       |

### 1935
| Ugrupowanie | Ugrupowanie                                 | Posłowie |
| ----------- | ------------------------------------------- | -------- |
|             | Narodowo-Chrześcijańskie Zjednoczenie Pracy | 24       |
| Razem       | Razem                                       | 24       |

## Prezydia Sejmów Śląskich
Prezydium Sejmu Śląskiego I kadencji (1922-29):
- Marszałek: Konstanty Wolny;
- wicemarszałkowie: Józef Biniszkiewicz, Michał Grajek, Eduard Pant, Kazimierz Rakowski, Edward Rybarz.

Prezydium Sejmu Śląskiego II kadencji (1930):
- Marszałek: Konstanty Wolny;
- wicemarszałkowie: Emil Caspari, Włodzimierz Dąbrowski, Eduard Pant.

Prezydium Sejmu Śląskiego III kadencji (1930-35):
- Marszałek: Konstanty Wolny;
- wicemarszałkowie: Włodzimierz Dąbrowski, Eduard Pant, Emil Gajdas, Jan Kędzior.

Prezydium Sejmu Śląskiego IV kadencji (1935-39):
- Marszałek: Karol Grzesik;
- wicemarszałkowie: Włodzimierz Dąbrowski, Alojzy Kot.

## Budynek

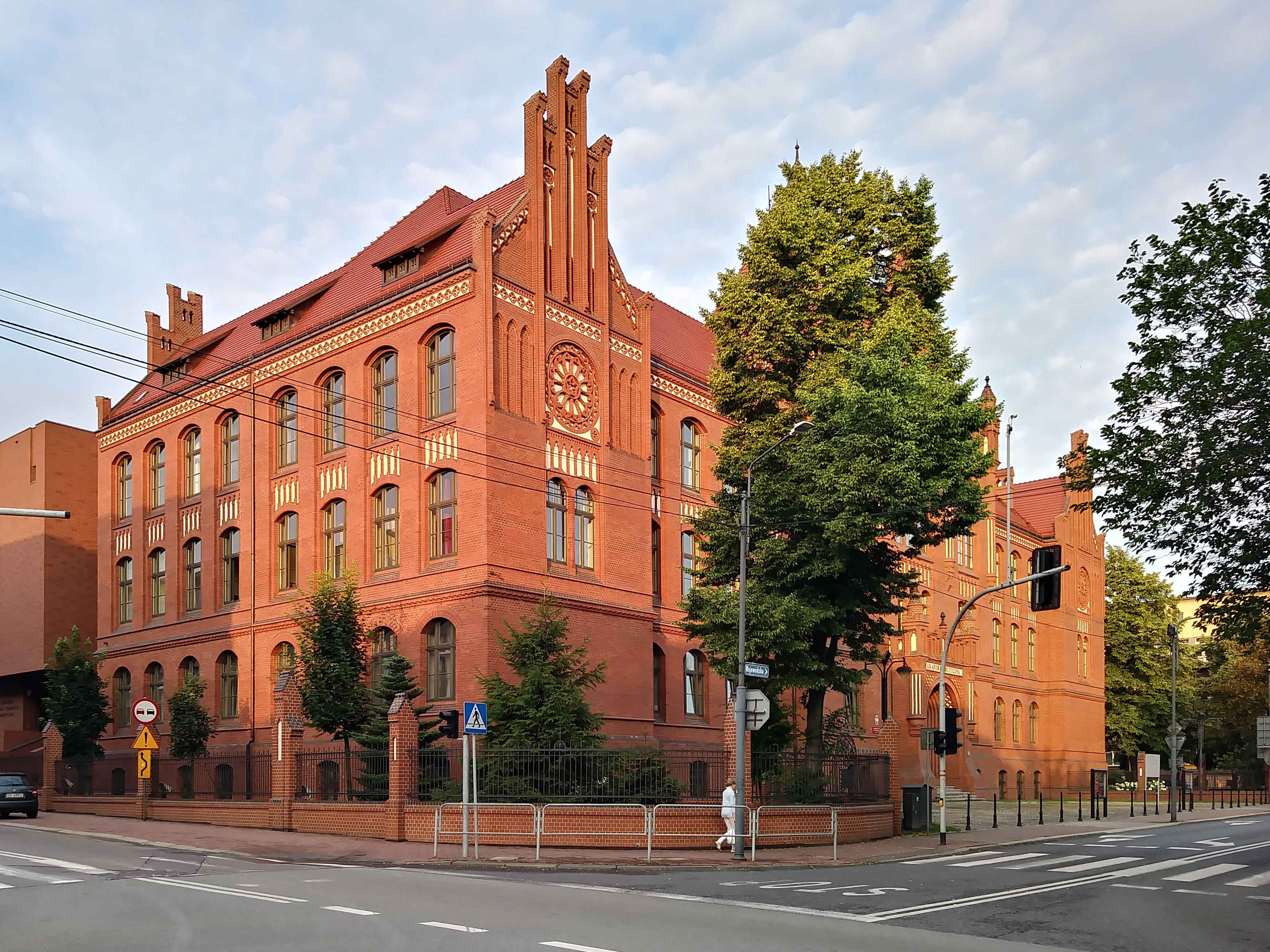
Katowice, gmach Akademii Muzycznej, w którym obradował Sejm Śląski do momentu budowy własnej siedziby

Pierwsza siedziba Sejmu Śląskiego (jak i śląskiego Urzędu Wojewódzkiego) mieściła się we wzniesionym w 1864 r. ceglanym budynku niemieckiej szkoły zawodowej, w którym mieści się obecnie siedziba Akademii Muzycznej przy ul. Wojewódzkiej 33. W budynku obecnego Rektoratu Akademii przy ul. Zacisze 3 mieszkał do 1939 r. wieloletni Marszałek Sejmu Śląskiego Konstanty Wolny.
Nową siedzibę Sejmu Śląskiego zbudowano w latach 1925–1929 z piaskowca. Obiekt zawiera 634 pomieszczenia o łącznej kubaturze 161 474 m³ i w owym czasie był największym budynkiem w Polsce. Ostatnie prace wykończeniowe i wyposażeniowe zakończono w 1932. W pierwszych latach po założeniu Muzeum Śląskiego, od roku 1929 do ukończenia budowy budynku wystawowego muzeum, ono również mieściło się w budynku sejmowym. W czasie niemieckiej okupacji budynek był siedzibą gauleitera utworzonej w 1941 „Gau Oberschlesien”, w skład której wchodził Górny Śląsk i zachodnia Małopolska, z Katowicami jako stolicą. Obecnie w budynku Sejmu Śląskiego mieści się Śląski Urząd Wojewódzki oraz kilka innych urzędów np. Śląskie Kuratorium Oświaty.